# 土地廟

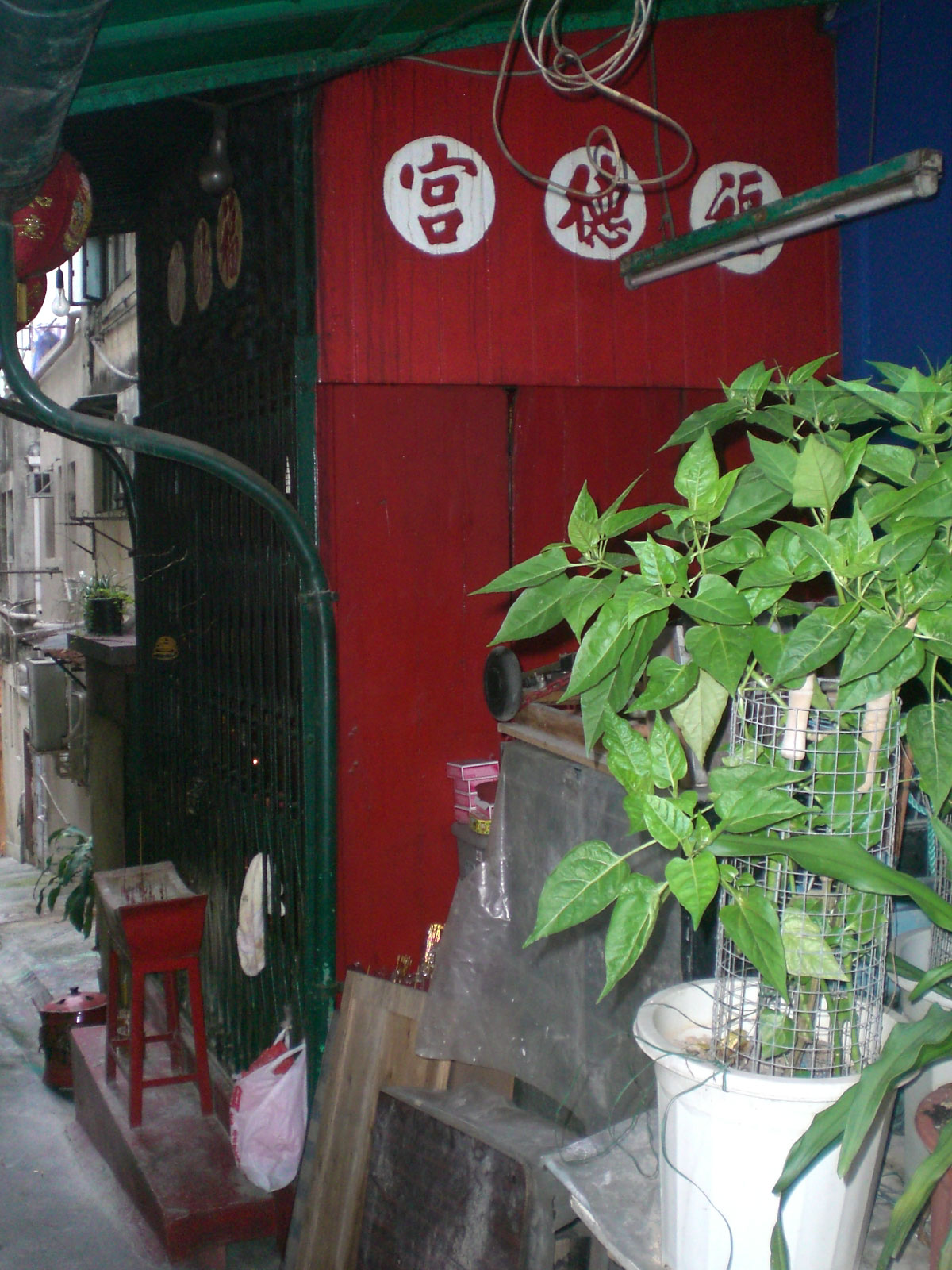
上環西街水巷福德宮，又名土地廟，但因在二零二三年九月發生火警，之後神像已送往維修。

土地廟，又稱土地公廟、福德廟或伯公廟，為民間供奉土地公的地方（廟宇），多於民間自發建立的小型建築，屬於分佈最廣的祭祀的建築，鄉村各地均有分佈。在1949年以前，凡有漢人居住的地方就有供奉土地神地方——土地廟。
土地廟在中國大陸曾由於「文革」作為「四舊」大部分被搗毀。隨著「改革開放」和開始信仰自由以後，自1980年前後有蒸蒸日上的恢復民間信仰和社會的逐漸發展，便有一股建設土地廟的浪潮。這些土地廟多由農民自發組織建設的信仰中心，屬於微型建築，高度從不到2米至正常房屋高度；面積大小小則幾平方米，大則十幾平方米。1980年代和1990年代大陸官方和媒體一直密切關注這股建設土地廟的浪潮，就以當時農村小學基礎教育設施落後為藉口和理由，來呼籲鄉民多關注鄉村基礎教育，集中精力投資建學校，不要熱衷於「迷信」，但仍舊無法破壞民間信仰的力量。部分地區官方就以破除迷信為藉口而進行強行拆除，這股土地廟信仰复兴的熱潮最終還是被大陸官方鎮壓了。然而实际上至2000年以後，幾乎每鄉至少有一處或多處，其數量分佈因地而異。台灣因為擁有宗教信仰自由所以有相當多的土地廟；據官方的調查，其數量超過1300所以上。
与农村地区的土地庙相对的，是供奉城市守护神的城隍庙。

## 土地神
土地神又稱「福德正神」、「土地公」、「土地公伯」、「土地伯公」、「土地爺」，在馬來西亞、新加坡一般稱為「大伯公」。民間信仰最為普遍的眾神之一，流行於漢族地區及部分受漢族文化影響的少數民族也有信仰。土地神屬於中國民間信仰中的地方保護神，在1949年及其以前，凡有漢族人群居住的地方就有供奉土地神的現象。
在中國傳統文化中，祭祀土地神即祭祀大地，現代多屬於祈福、保平安、保收成之意。土地神也是道教諸神中地位較低，也是與人民較親近的神祇。

## 土地廟的造型
土地廟因神格不高，且為基層信仰，多半造型簡單，簡陋者於樹下或路旁，以兩塊石頭為壁，一塊為頂，即可成為土地廟，俗稱「磊」型土地廟。也有簡單以水泥或磚塊砌成小室，現今台灣甚至有工廠開模以水泥灌製大量生產，也有土地廟因香火鼎盛，逐漸中大型化者。

## 中國大陸

### 潮汕
土地神在潮汕俗稱為伯公。土地廟亦稱伯公廟或寫作福德老爺廟、福德古廟。每家每戶家中都會有伯公神位，商鋪也不例外。伯公廟規模通常不大，但分布最為普遍，田野、山嶺、村口、街衢，在在皆有。福德老爷身旁通常伴有福德老爷夫人，是和蔼可亲的形象。

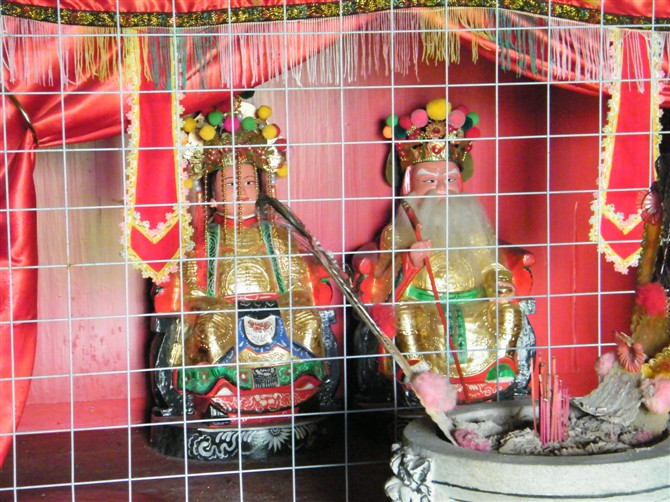
汕頭達濠下尾伯公、伯姆像
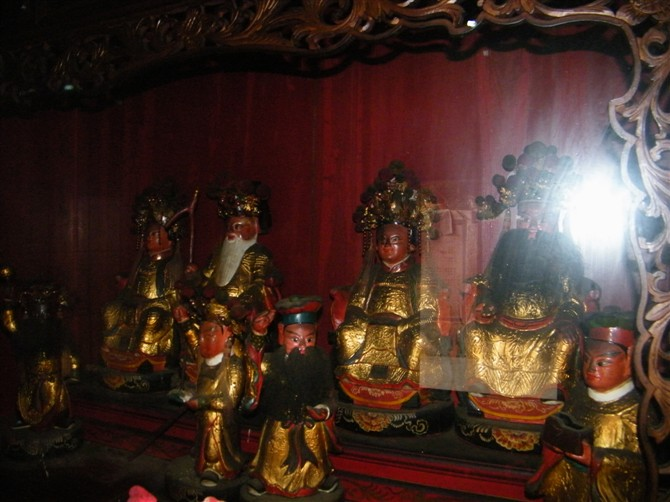
汕頭達濠青篮东门伯公群像
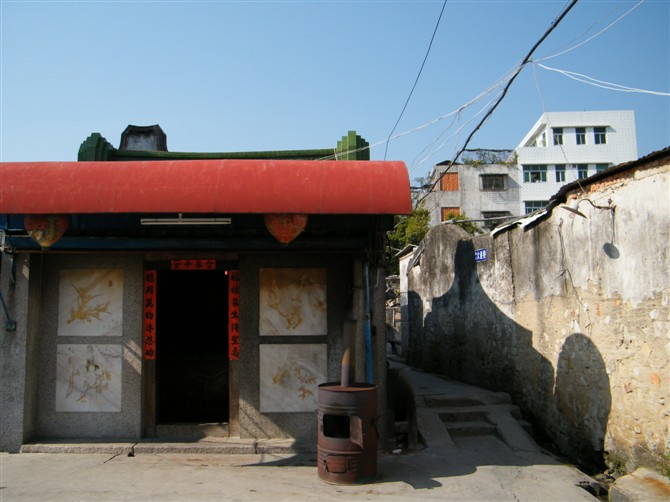
汕頭達濠赤港福德古廟
汕頭廣澳村頭伯公

## 台灣
在台灣，民間相信「有土斯有財」的道理，所以也相信土地神是有賜財的能力。商家會在舊曆的每月初二日、十六日祭拜土地公，稱之為「作牙」。臺灣各地均有供奉土地公的習俗。另一方面。常見供奉土地公的，還有台灣的墓園，都會設有土地神之神位「后土碑」或土地公神像，用以祭祀。此外，許多地區會有大型的土地公廟，如台北市的景福宮和福景宮；新北市中和烘爐地的南山福德宮；彰化縣白沙坑的文徳宮；南投縣竹山的社寮紫南宮；臺南市佛頭港景福祠、番薯崎小南天、鎮轅境頂土地廟、總祿境下土地廟、祝三多廟、崁頂福安宮、臺南景福祠、油行尾福德爺廟、仁厚境福德祠、大埔福德祠；屏東縣車城福安宮、高雄市開台福德宮。全台灣土地公密度最高的地方在桃園市桃園區，總共有310座土地公廟。

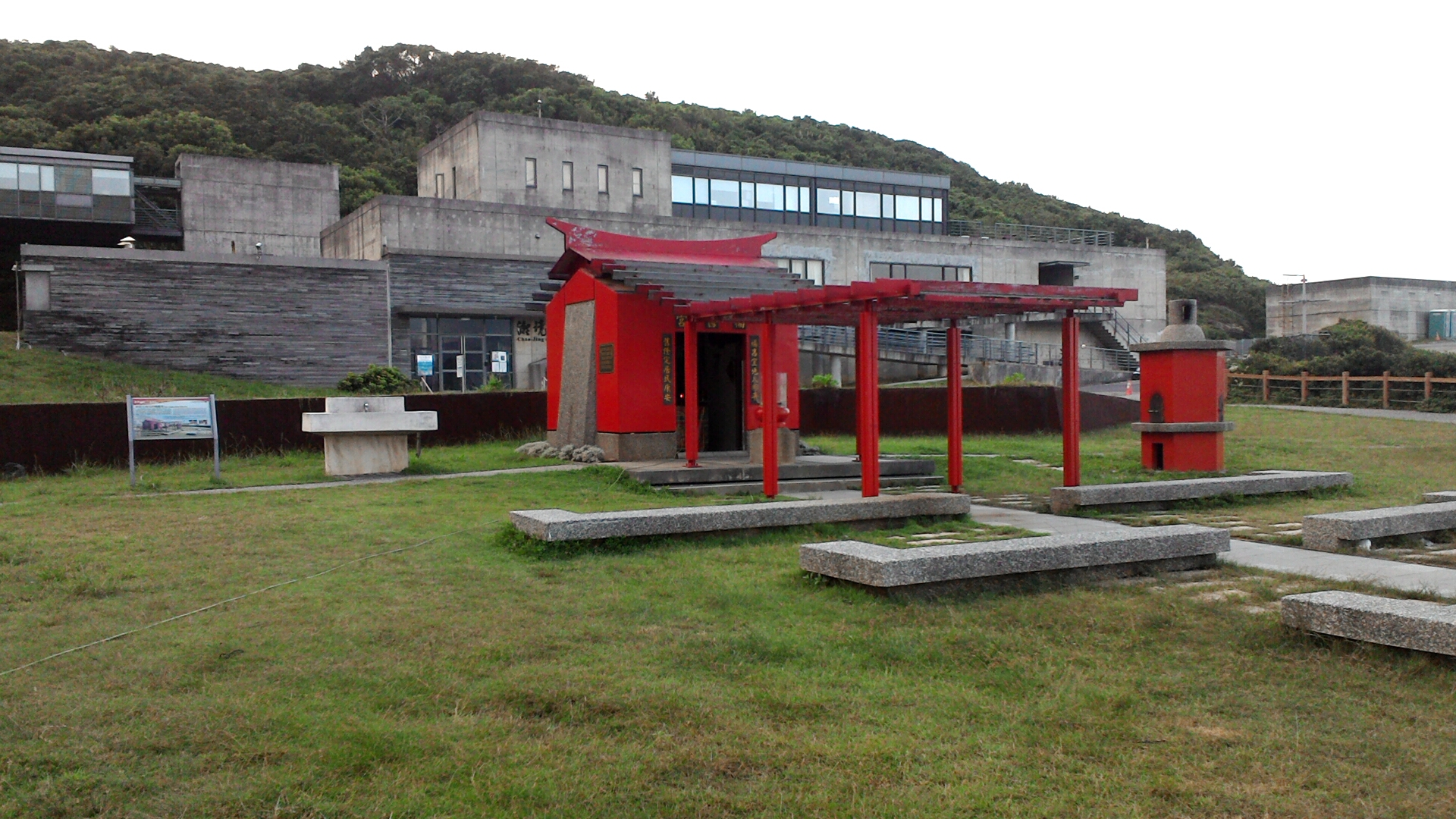
基隆市中正區長潭里福舊宮
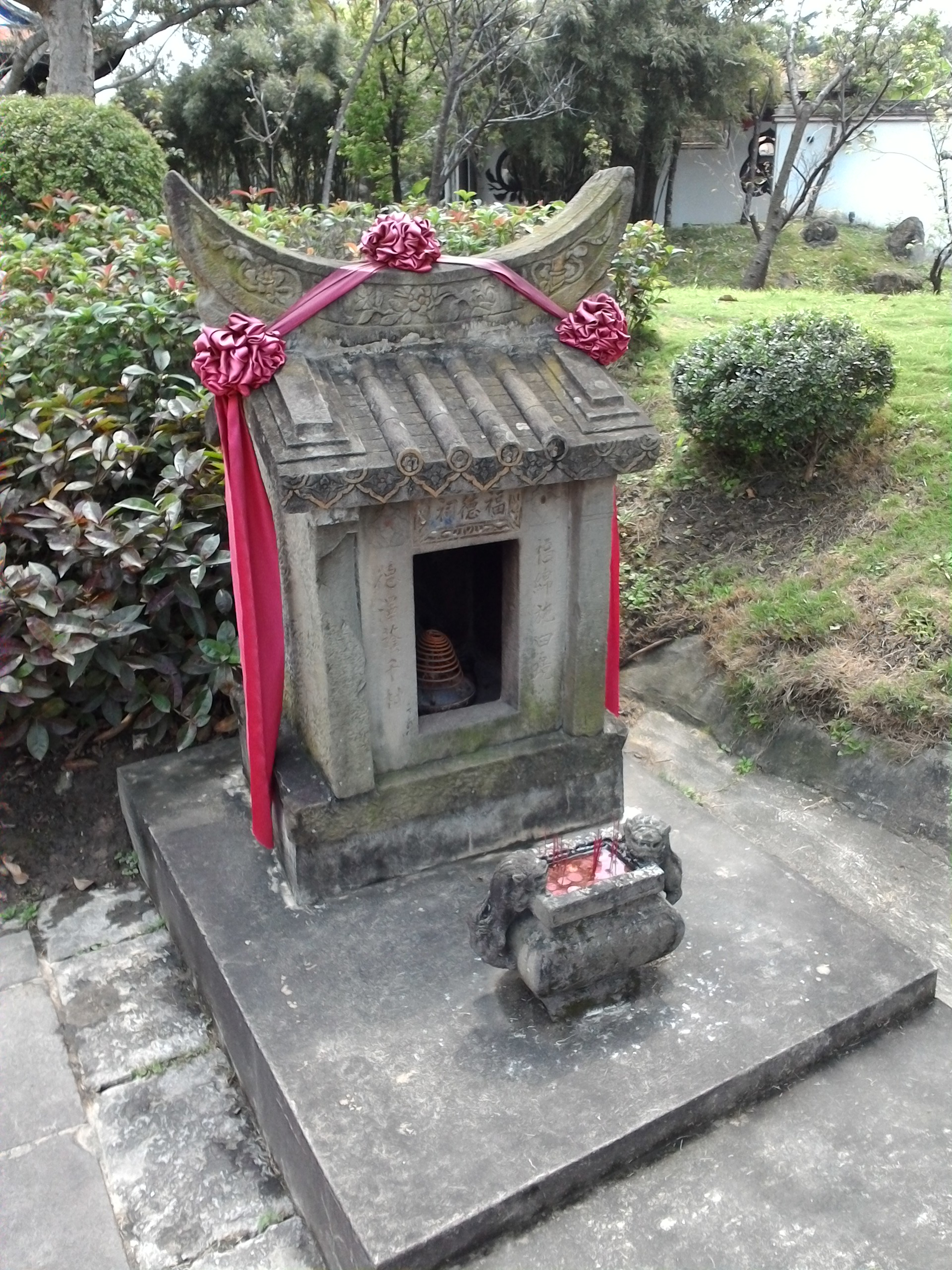
台北市中山區新庄里林安泰古厝旁的福德祠
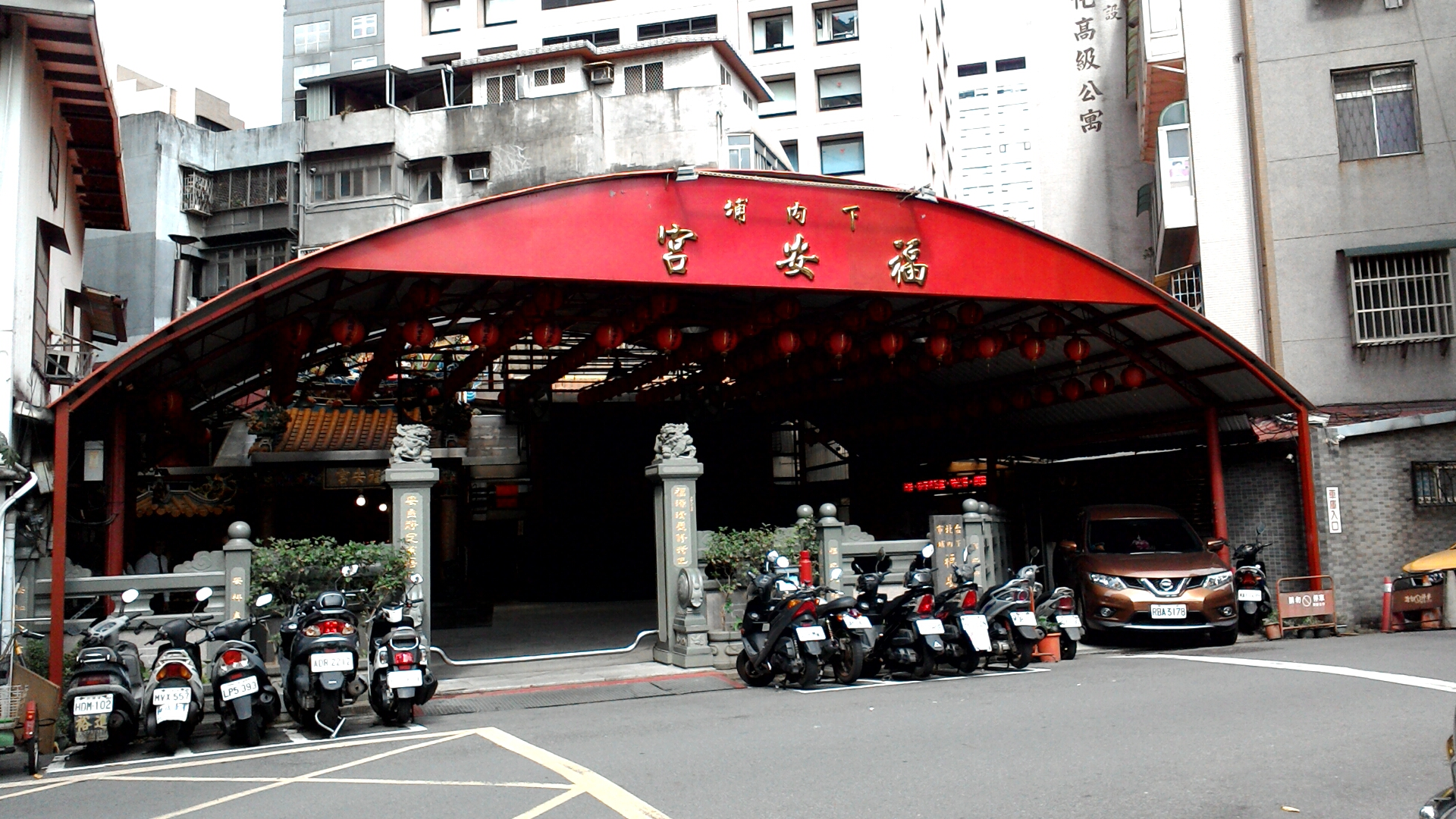
台北市大安區下內埔福安宮
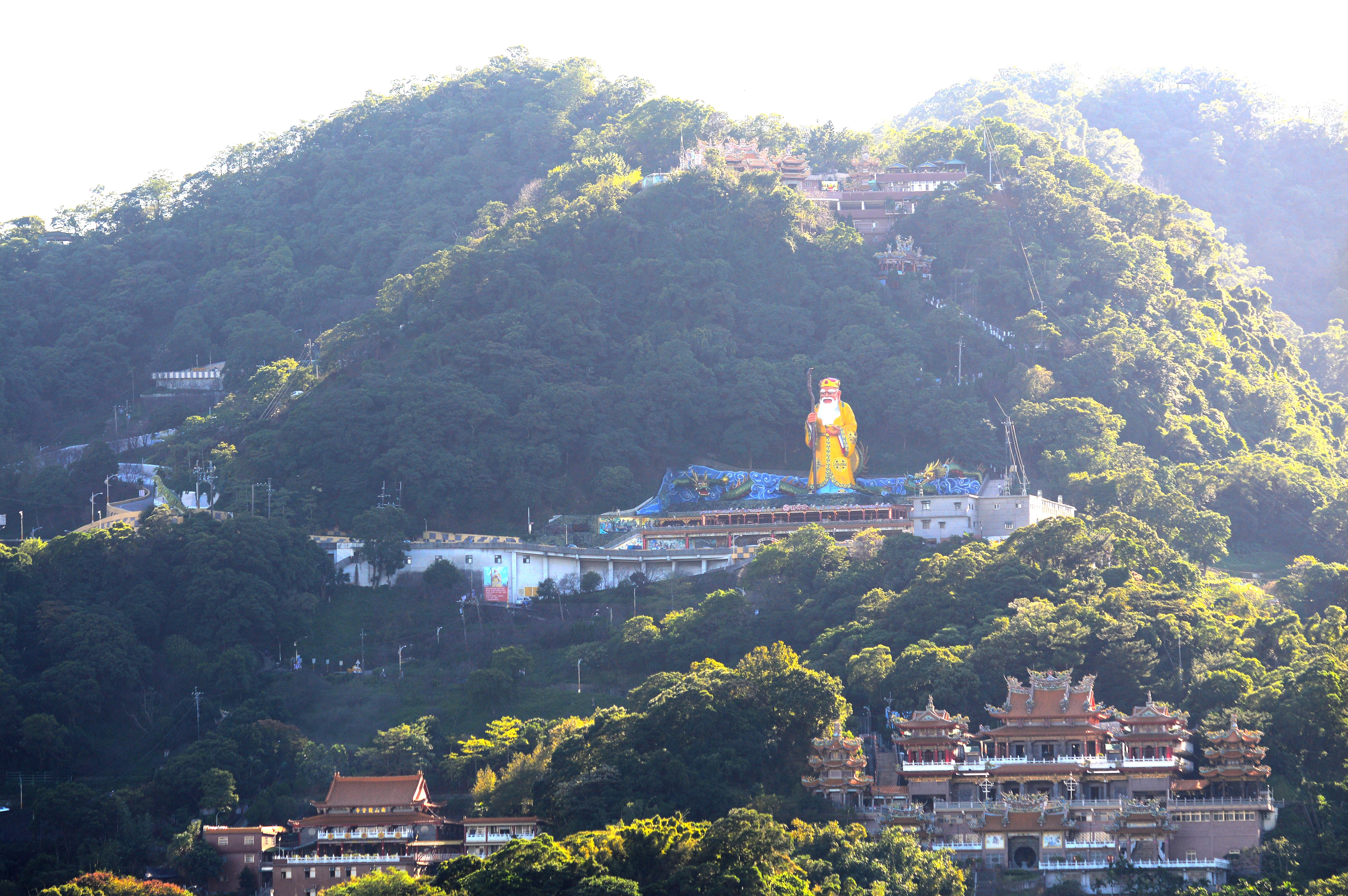
新北市中和區烘爐地南山福德宮

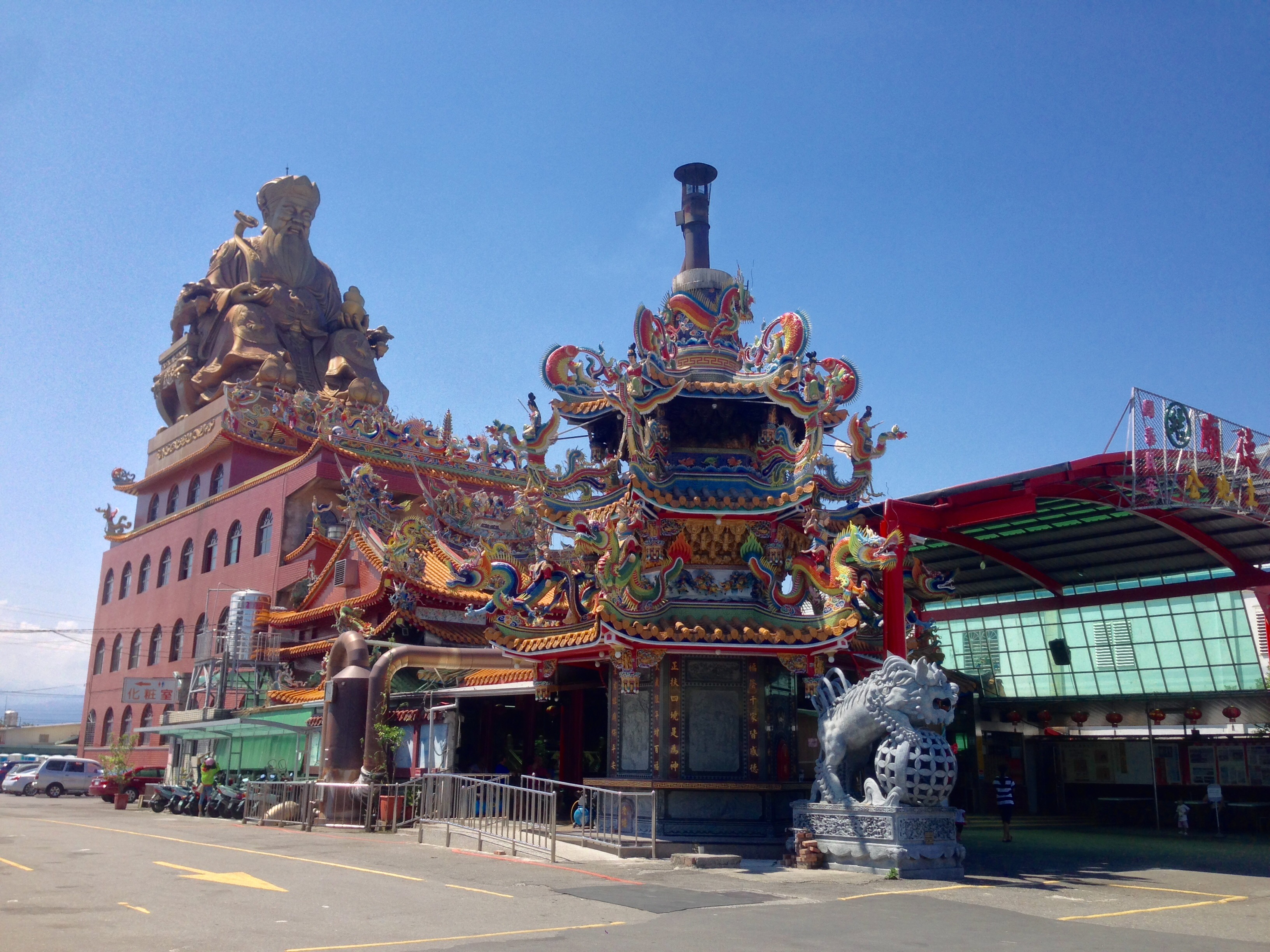
宜蘭縣五結鄉四結福德廟
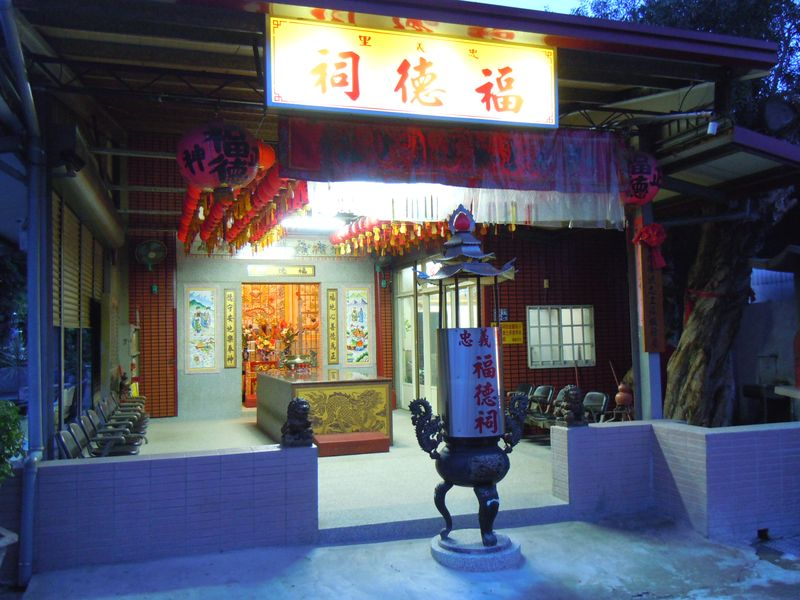
臺中市大雅區忠義里福德祠
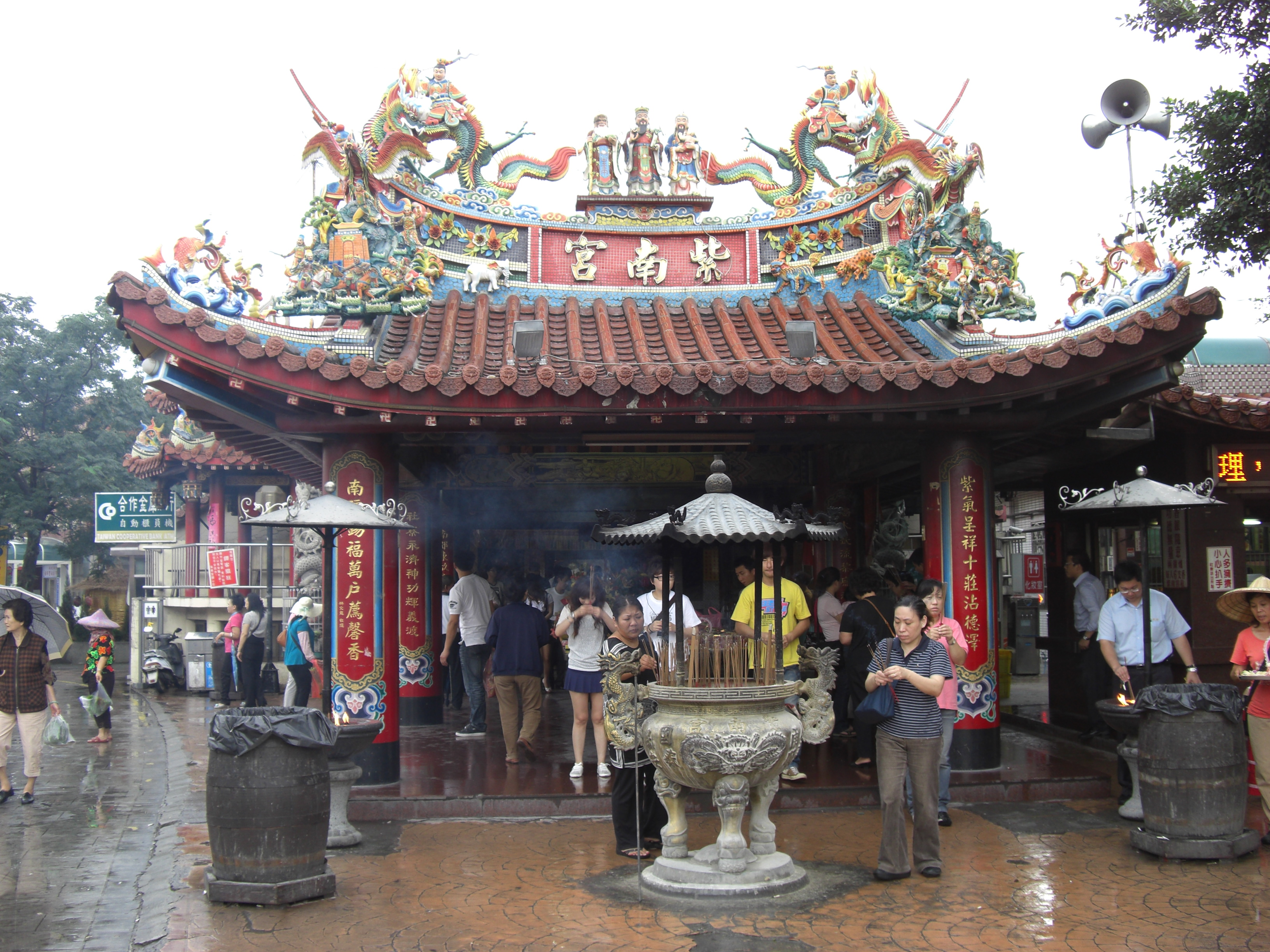
南投縣竹山紫南宮
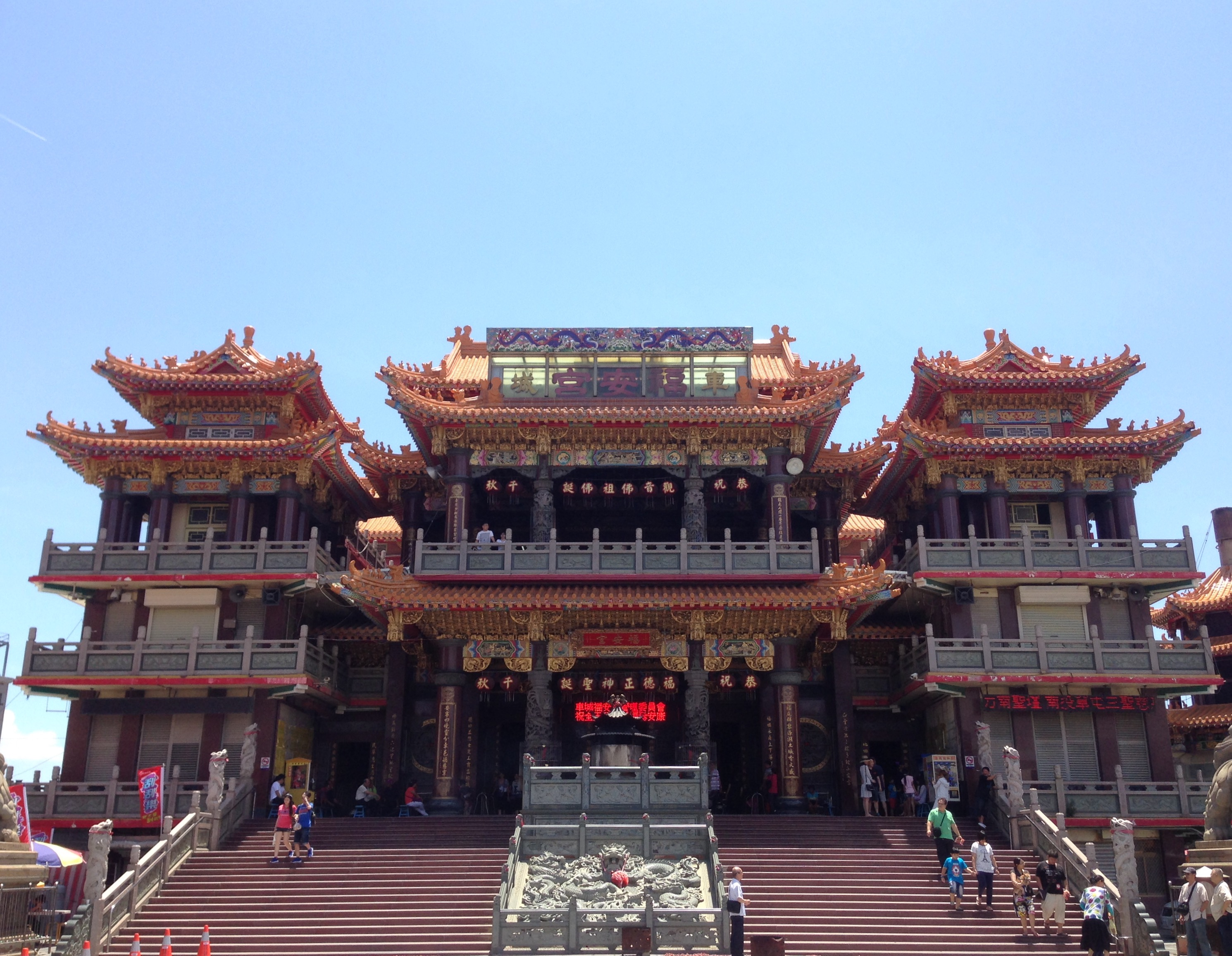
屏東縣車城福安宮

### 著名廟宇
| 縣市   | 地點   | 廟銜                     | 歷史                               | 備註 |
| 基隆市 | 中正區 | 八斗子福清宮             | 明天啟二年（1622年）               | 據說是清朝道光皇帝所御賜的名字，因為靠海的八斗子除了發達的漁業外，在清朝時也設有挖掘煤炭的官煤「清口井」，民間傳說，道光帝的母后來台巡視煤礦作業，後因為水土不服而罹病，太醫醫方無效，於是就到福清宮參拜，祈求土地公的保佑而鳳體痊癒。                   |
| 基隆市 | 仁愛區 | 獅球嶺平安宮             | 清嘉慶元年（1796年）               | 至今已有二百多年歷史 |
| 宜蘭縣 | 五結鄉 | 四結福德廟               | 清光緒元年（1875年）               | |
| 宜蘭縣 | 五結鄉 | 五結奠安宮               | 清道光初年                         | 相傳具有一百七十多年歷史，擁有一尊站著的金身土地公。 |
| 臺北市 | 萬華區 | 艋舺福德宮               | 清康熙年間（1720年左右）           | 臺北市艋舺地區最早的土地廟。 |
| 臺北市 | 內湖區 | 灣仔庄福德堂             | 清道光二年（1822年）               | 位處內湖科技園區，有「顧水口守財庫」的美譽，星宇航空董事長張國煒為該廟信眾之一。 |
| 臺北市 | 大安區 | 下內埔福安宮             | 清末                               | 國泰金高層時常祭拜，據說相當靈驗。 |
| 臺北市 | 信義區 | 五分埔福德宮             | 清道光廿七年（1847年）             | 全國首見開基土地公乃原石所雕，歷經二百年的歲月仍看不出侵蝕與損害。 |
| 臺北市 | 中山區 | 牛埔景福宮               | 清光緒元年（1875年）               | |
| 新北市 | 中和區 | 烘爐地南山福德宮         | 約清乾隆元年（1736年）             | 為新北市規模最大、地勢最高的土地公廟。 |
| 新北市 | 永和區 | 店仔街福德宮             | 清康熙十一年（1672年）             | |
| 新北市 | 板橋區 | 深丘福德宮               | 約清咸豐年間（1850年代）           | 為新北市地價最高的土地公廟，轄區包含新北市政府、板橋新站特區。 |
| 桃園市 | 大溪區 | 碼頭中庄福德宮           | 清嘉慶年間                         | 每年農曆二月初二是土地誕，信士皆準備三牲、五牲及素果，農民也選在二月初二日集會擲筊爐主，舉辦餐宴以感念終年鎮守庄頭的福德正神賜給農民五穀豐收、六畜興旺的安定生活。                                                                                       |
| 新竹市 | 東區   | 東門堡福德宮（東瀛福地） | 清康熙年間。                       | 康熙五十七年（1718年），原籍金門的大墾戶王世傑所建，日治時代遷廟，被視為當地的信仰中心。 |
| 苗栗縣 | 竹南鎮 | 保民宮                   | 清乾隆五年（1740年）               | 每年農曆正月，諸信眾點「光明燈」以期望長壽富貴，萬事如意。安「太歲燈」祈求消災解、趨吉避煞。安「文昌燈」祈求鯉躍龍門、考運亨通、金榜題名。元宵乞龜、求「發財金」期望財源廣進、生意興隆。                                                                 |
| 台中市 | 南屯區 | 鎮平福德祠               | 不可考                             | 以廟內供奉的石頭公與夫妻樹聞名。 |
| 南投縣 | 竹山鎮 | 社寮紫南宮               | 清乾隆十年（1745年）               | 在每年農曆二月初二是土地誕，是人潮最多的時候。 |
| 彰化縣 | 鹿港鎮 | 北頭土地祠               | 清雍正三年（1725年）               | 在農曆二月初二與十二月十六日，分別為「頭牙」與「尾牙」，這兩天皆會舉行大型的祭祀活動，並且宴請員工，犒賞員工一年來的辛勞。 |
| 彰化縣 | 花壇鄉 | 白沙坑文德宮             | 清乾隆元年（1736年）               | 頭戴烏紗帽的福德老爺，全國僅見，因年代久遠，故留有一些歷史文物，其中曾翰林的遺物，即有多件：如清嘉慶二十四年（1819年）「己卯科考試捷報」，清道光六年（1826年）「丙戍科大會試捷報」，清道光二十五年（1845年），曾翰林並留有寶劍、玉印和曾翰林的親筆墨寶。 |
| 臺南市 | 白河區 | 崁頂福安宮               | 不可考                             | |
| 澎湖縣 | 白沙鄉 | 鳥嶼福德宮               | 清乾隆七年（1742年）               | 全澎湖縣最大的福德宮，全台第二大土地公廟。 |
| 高雄市 | 鼓山區 | 開台福德宮               | 明嘉靖三十年（1551年）             | 迄今已有470年。 |
| 高雄市 | 左營區 | 埤子頭鎮福廟             | 清順治十八年（1661年）             | |
| 屏東縣 | 車城鄉 | 車城福安宮               | 明永曆十六年（1662年）、清康熙元年 | 全台最大土地公廟 |
| 屏東縣 | 恆春鎮 | 關山福德宮               | 明崇禎十二年（1639年）             | 擁有300多年歷史。 |

### 特別廟宇
在臺灣新竹市的國立交通大學旁有一土地公廟（交大土地公），以保佑年輕學子考試為主而聞名，許多的考生常至其土地公廟燒香拜拜，供奉罐裝仙草蜜來求取考試順利及平安。有些社團在舉辦活動時也會來土地公廟拜拜，以求活動順利及安全。
臺灣彰化縣花壇鄉的白沙坑文德宮。有頭戴翰林烏紗帽的土地公，吸引許多考生前來祈求金榜題名。文徳宮土地公與一般的土地公神格不同之因，據說是開臺翰林曾維楨赴燕都，參加會試、殿試成績優異，成為翰林院庶常，蒙道光帝召見，此時土地神顯靈，現身大殿，皇帝因而敕封此神為曾維楨的同等官職，即翰林院庶常，聯曰：「文神顯赫同著開台翰苑格，德像尊嚴遍揚當境老爺風」。

## 香港
香港鄉村地方一般有一小型土地廟以保佑整條村。位於較為大型的土地廟有：
- 大坑東福德廟
- 筲箕灣福德廟

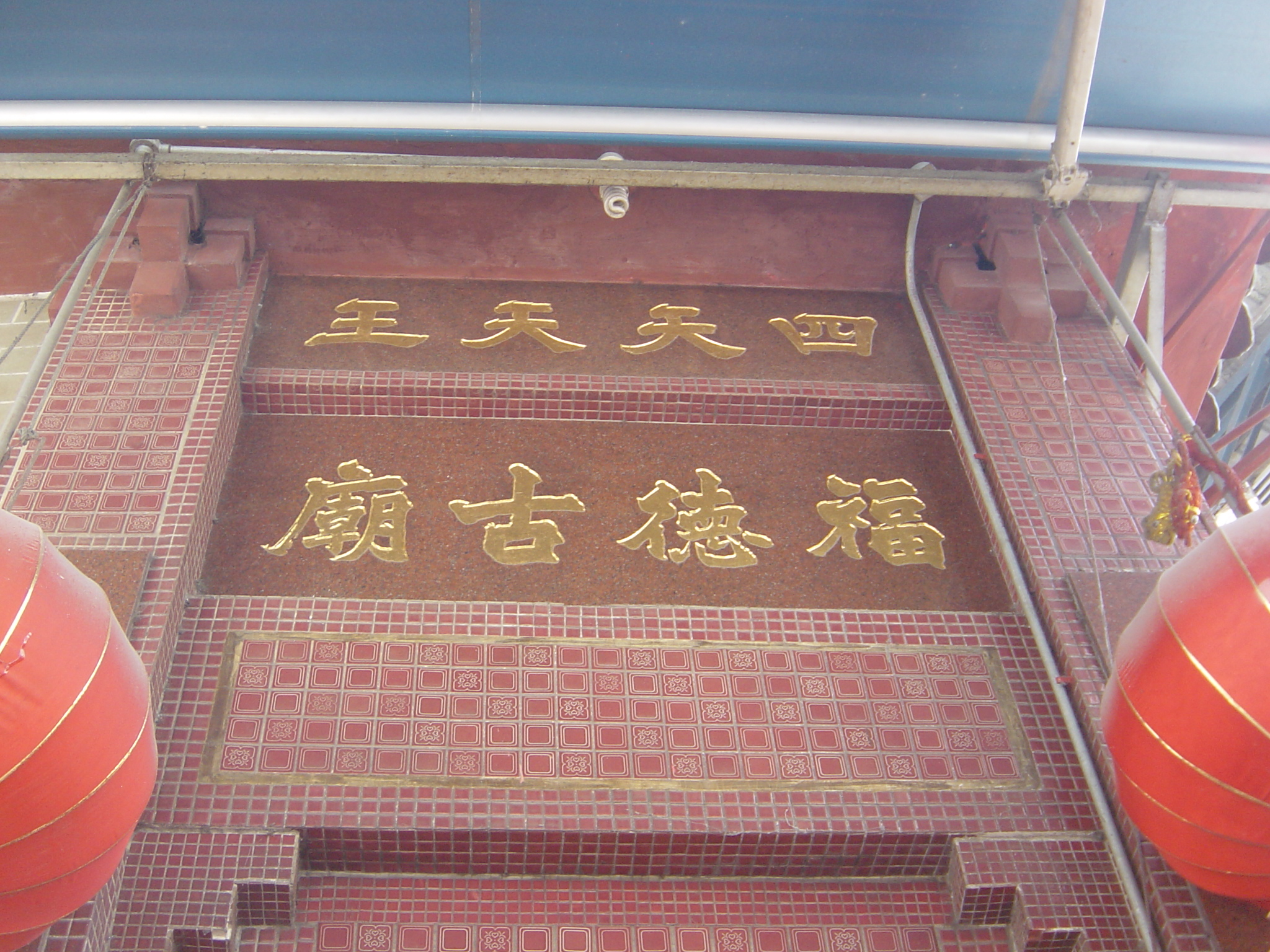
尖沙咀福德古廟（尖沙咀海防道）
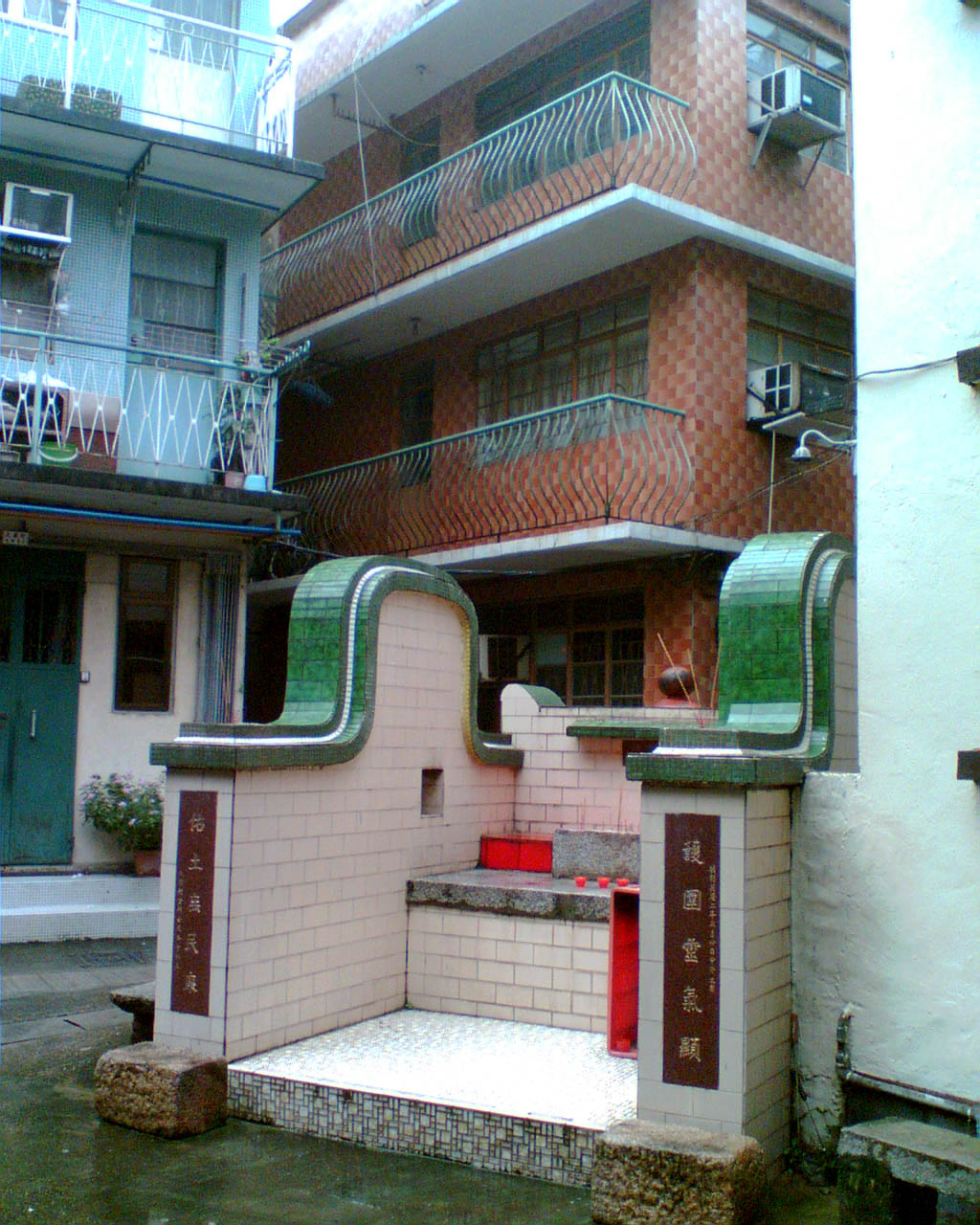
香港沙田大圍村土地

- 牛頭角伯公古廟
- 紅磡福德古廟
- 料壆福德宮
- 大澳福德宮
- 西營盤福德宮（常豐里）
- 青衣大王伯公廟

- 香港尖沙咀海防道福德古廟
- 香港沙田大圍村土地

## 新馬地區
在新馬地區，當地華人都尊稱「福德正神」為「大伯公」, 也能普遍看到當地華人供奉土地神，无论是在市區或是在郊外，都可看到廟宇內、住家、商店和工廠內供奉著福德正神、大伯公、土地公或地主公的神龕或小廟。

### 新加坡
在新加坡，稱為福德祠或福德堂的廟宇有：
- 客屬八邑福德祠，創立於1844年
- 福德堂（梧槽大伯公），創立於1847年
- 萬山福德祠，創立於1862年
- 福德堂（龜嶼大伯公），創立於1932年
- 萬里港福德祠，創立於1957年
- 山竹園福德祠（伍合廟）
- 西海岸福德祠（裕廊西聯合宮）

### 馬來西亞
在馬來西亞，稱為福德祠的廟宇有：
- 檳城大伯公街福德祠，創立於1856年
- 吉打鲁乃福德祠，創立於1889年
- 霹雳太平福德祠，創立於1899年
- 檳城丹绒武雅福德祠，創立於1912年
- 檳城泗山清福德祠，創立於1913年
- 檳城新路頭港口福德祠，創立於1913年
- 檳城威北甲抛峇底福德祠，創立於1933年

## 外部連結
维基共享资源上的相關多媒體資源：土地廟